# Đất rừng phương Nam (phim)
Đất rừng phương Nam (tựa tiếng Anh: Song of the South) là một bộ phim điện ảnh Việt Nam thuộc thể loại sử thi –  phiêu lưu – chính kịch ra mắt vào năm 2023, được dựa trên cuốn tiểu thuyết cùng tên của nhà văn Đoàn Giỏi và bộ phim truyền hình Đất phương Nam vào năm 1997. Do Nguyễn Quang Dũng làm đạo diễn và đồng sản xuất dưới sự chỉ đạo và cố vấn của Nguyễn Vinh Sơn – người từng là đạo diễn của bản phim truyền hình gốc năm 1997, tác phẩm có sự tham gia diễn xuất của Huỳnh Hạo Khang trong vai An – nhân vật chính của phim, cùng với sự tham gia diễn xuất của dàn diễn viên phụ gồm Bùi Lý Bảo Ngọc, Đỗ Kỳ Phong, Tuấn Trần, Tiến Luật, Băng Di, Trấn Thành, Hứa Vĩ Văn, Tuyền Mập, Mai Tài Phến, Huỳnh Đông, Bích Ngọc, Công Ninh và Hồng Ánh. Lấy bối cảnh vào những năm 1920 – 1930, tác phẩm theo chân An, một cậu bé thành thị đồng hành cùng với những con người miền Tây hướng về cách mạng để bắt đầu hành trình đi tìm người cha của mình.
Bộ phim được phát triển từ giữa năm 2017 khi các đơn vị sản xuất từng hai lần mua bản quyền của cuốn tiểu thuyết để chuyển thể. Đoàn phim đã giữ lại tên phim như tiểu thuyết gốc thay vì lược mất chữ "rừng" như bản phim truyền hình năm 1997. Phim được quay chủ yếu ở thành phố Hồ Chí Minh, Đồng Nai và các tỉnh miền Tây, bấm máy từ tháng 12 năm 2022 và đóng máy sau 48 ngày không liên tục vào tháng 3 năm 2023.
Đất rừng phương Nam có buổi họp báo ra mắt lần đầu vào ngày 20 tháng 9 năm 2023, và có những suất chiếu sớm diễn ra từ lúc 19 giờ ngày 13 tháng 10 đến hết ngày 15 tháng 10. Tác phẩm sau đó được khởi chiếu chính thức vào ngày 16 tháng 10 năm 2023 thay vì ngày 20 tháng 10 như dự kiến. Mặc dù bị chỉ trích về lời thoại, kỹ xảo và những chi tiết làm sai lệch lịch sử, song nhìn chung, tác phẩm nhận về những lời khen ngợi từ giới chuyên môn sau khi ra mắt. Tác phẩm là một thành công về mặt doanh thu khi thu về 140,4 tỷ VND so với kinh phí sản xuất 40 tỷ VND, song không được đề cử ở bất kỳ hạng mục nào tại Liên hoan phim Việt Nam lần thứ 23.

## Nội dung
An là một cậu bé sinh sống ở đô thành của khu vực Nam Kỳ Lục tỉnh cùng với mẹ của mình vào những năm 1920 – 1930. Cha của An là Hai Thành, một người đi theo cách mạng với mong muốn đánh đuổi thực dân Pháp ra khỏi Việt Nam. Khi danh tính của Hai Thành bị bại lộ, mẹ của An đã dẫn cậu rời khỏi đô thành dưới sự chỉ dẫn của thầy giáo Bảy. Trên đường đi, một cuộc biểu tình của quần chúng nhân dân đã bất ngờ diễn ra khi Võ Tòng – một thành viên của tổ chức Nghĩa quân Lục tỉnh – bị bắt giữ. Tại đây, một vụ xô xát đã diễn ra giữa binh lính Pháp và những người biểu tình, dẫn đến việc mẹ của An vô tình đã bị lính Pháp bắn chết. Út Lục Lâm – một tên trộm trong thời chiến khi đang lang thang trên đường đã vô tình thấy cảnh tượng này, nên anh đã quyết định hỗ trợ An rời khỏi đó.
Sau khi chôn cất mẹ của mình, An đã bị ngất vì đói nhưng được Út Lục Lâm cưu mang bằng số tiền mà anh trộm được. Để sinh tồn, An cũng đã phải học cách ăn trộm theo Út Lục Lâm. Trong một dịp Tết Đoan ngọ, chính quyền bảo hộ Pháp dưới sự chỉ đạo của tướng Durie đã quyết định xử tử Võ Tòng công khai trước mặt quần chúng nhân dân nhằm răn đe về hành vi phản loạn, chống lại chính quyền bảo hộ. Trong lúc chứng kiến vụ hành quyết, An đã bị say men cơm rượu và cậu vô tình trở thành người khai màn cho việc cướp pháp trường và giải cứu Võ Tòng, với sự xuất hiện phản công ngay sau đó của tổ chức Chính Nghĩa hội – một chi nhánh trong tổ chức Nghĩa quân Lục tỉnh. Sau khi Võ Tòng được giải cứu, An và Út Lục Lâm cũng bắt đầu mất liên lạc với nhau. An được cưu mang bởi ông Tiều – một thầy thuốc người Hoa và cũng là một thành viên của Chính Nghĩa hội, bên cạnh đó ông có một đứa con gái tên là Xinh. An đã được ông Tiều huấn luyện và trở thành một thành viên của Chính Nghĩa hội sau lời thề. Trong một buổi ghé thăm chợ nổi trên sông, An có dịp gặp gỡ với Cò, ông Ba "bắt rắn", bác Ba Phi, bà Tư Ù và Tư Mắm – một tiểu thư đang theo đuổi ông Tiều. Một gánh hát cải lương với sự góp mặt của thầy giáo Bảy cũng đã đến khu vực nhằm lan tỏa nghệ thuật về lòng yêu nước cho nhân dân. Cả ba bạn An, Cò và Xinh cũng được mời tham gia diễn tuồng trong dịp Tết Trung thu sắp diễn ra.
Không lâu sau đó, một thành viên của Chính Nghĩa hội bị bắt giữ. Nhiều nghĩa quân của khu vực Nam Kỳ cùng lực lượng cách mạng đã có một cuộc trao đổi nhằm giải thoát các tù nhân, nhưng giữa họ lại nảy sinh nhiều mâu thuẫn. Trong lúc thi hành giải thoát tù nhân, ông Tiều không may đã bị bọn lính Pháp bắt giữ rồi nhốt vào trong tù, nơi ông bàng hoàng khi phát hiện ra Tư Mắm – người đang có mối quan hệ tình cảm với tướng Durie – thực chất là một gián điệp được cài vào làng quê nhằm tìm diệt các tổ chức nghĩa quân cũng như lực lượng cách mạng. Cùng lúc đó, Út Lục Lâm đang lẻn vào dinh thự của tướng Durie để trộm thì phát hiện sự việc trên, nên anh liền báo tin cho An. Khi bị bắt giữ, Xinh đã ngây thơ vô tình tiết lộ cho Tư Mắm biết về thân phận cha của An và cả hai sẽ gặp nhau trong dịp Tết Trung thu ở gánh hát cải lương.
Vào dịp Tết Trung thu, gánh hát cải lương đã được diễn ra với sự quản lý chặt chẽ của binh lính Pháp. Trong lúc vở cải lương được diễn, An vào vai một vị vua và phát hiện ra rằng người đang vào vai ngai vàng mình đang ngồi chính là cha của mình, nên cậu đã quỳ xuống và cảm tạ vì quá xúc động. Lúc này, Tư Mắm đang ngồi ở phía ghế khán đài đã ra hiệu cho tướng Durie đổ quân vào gánh hát, trong khi vở cải lương vẫn tiếp tục diễn và rồi được che màn lại để giúp cho cha của An vào bên trong cánh gà. Tướng Durie đã yêu cầu gánh hát ngừng diễn và bắt đoàn phải giao nộp Hai Thành ra, nhưng đã bị thầy giáo Bảy từ chối. Sau đó, thầy giáo Bảy đã bị tướng Durie bắn chết tại chỗ, còn bác Ba Phi cũng nhanh chóng kêu gọi quần chúng nhân dân chống lại quân Pháp nhưng rồi bị Tư Mắm bắn chết. Trước việc lo sợ nhiều dân thường phải hy sinh, Hai Thành đã quyết định lộ diện nhưng được lực lượng cách mạng cùng các nghĩa quân giải vây. Do biết được thân phận của An, Tư Mắm quyết định đuổi theo cậu khi cậu đang cùng ông Tiều, Cò và Xinh bỏ chạy. Trong lúc nguy cấp, Út Lục Lâm đã bất ngờ xuất hiện và nhanh chóng đỡ đạn khi Tư Mắm định giết An, may thay anh vẫn còn sống sót vì viên đạn chỉ trúng vào bảo vật của mẹ An trong túi áo của anh. Ông Tiều đã phi đao giết chết Tư Mắm ngay sau đó.
Sau khi trốn thoát thành công, An và những người thân cận của mình cùng đi phiêu du trên sông, và rồi họ gặp Út Trong khi cô đã cất lên câu hò của vùng đất Nam Bộ. Trong lúc này, một con cá sấu đã xuất hiện tấn công cả bọn khi đang đi trên ghe thì họ được Võ Tòng giải cứu. Việc Võ Tòng xuất hiện như đang báo hiệu với An rằng cha của cậu đã trốn thoát thành công trong cuộc bao vây đột xuất của binh lính Pháp. Hành trình của An và những người thân cận khác chắc chắn vẫn còn nhiều chông gai ở phía trước.

## Diễn viên
- Huỳnh Hạo Khang trong vai An, một cậu bé sinh sống ở khu vực đô thành, ba cậu đi theo cách mạng và mẹ qua đời khi đang trên đường lẩn trốn khỏi binh lính Pháp sau khi ba cậu bị buộc tội phản tặc.[10]
- Bùi Lý Bảo Ngọc trong vai Xinh, con gái của ông Tiều và là người bạn thân của An.
- Đỗ Kỳ Phong trong vai Cò, con trai của ông Ba "bắt rắn", và là người bạn thân của An.
- Tuấn Trần trong vai Út Lục Lâm, một thanh niên chuyên trộm cắp, mồ côi cha mẹ từ nhỏ. Anh được mô tả như một nhân vật giàu sức sống, ma mãnh, toan tính và thực dụng ở bên ngoài, song bên trong anh vẫn còn giàu tình cảm.[6][10]
- Tiến Luật trong vai ông Tiều, một người làm nghề thầy thuốc và mài võ có tính cách giàu khí khái, không chịu khuất phục trước kẻ thù. Ông cũng đồng thời là một trong những thành viên của tổ chức Chính Nghĩa hội.[5][10]
- Băng Di trong vai Tư Mắm, một tiểu thư có mối quan hệ thâm thúy với cha con ông Tiều, song thực chất là một gián điệp của thực dân Pháp với tính cách xảo quyệt và đầy thâm độc của mình.[11]
- Trấn Thành trong vai bác Ba Phi, một người trung niên có biệt tài kể chuyện cười và nói dóc. Ông là một người nhân hậu và hào sảng nên rất được mọi người quý mến.[5][12]
- Hứa Vĩ Văn[6] trong vai thầy giáo Bảy, thầy của An và là người tham gia gánh hát cải lương để tuyên truyền cách mạng.
- Tuyền Mập[6] trong vai bà Tư Ù, chủ một quán ăn ở chợ nổi trên sông.
- Mai Tài Phến trong vai Võ Tòng, một thành viên nổi bật trong tổ chức Chính Nghĩa hội. Anh được thể hiện là một nhân vật sẵn sàng chiến đấu bảo vệ quê hương, đất nước với bộ dạng xù xì gai góc và sẵn sàng song pha chiến đấu với binh lính Pháp.[5][11]
- Huỳnh Đông trong vai Hai Thành, ba của An và là một thành viên trong tổ chức Chính Nghĩa hội.
- Bích Ngọc trong vai Út Trong, một cô gái Nam Bộ dịu dàng, thùy mị, là người được An và những người thân khác gặp gỡ trên sông.
- Công Ninh[6] trong vai ông Ba "bắt rắn", ba của Cò và là người chuyên bắt rắn.
- Hồng Ánh[5] trong vai mẹ của An, người đã cùng với An phiêu dạt sang miền Tây để lẩn trốn quân Pháp.

Ngoài ra, tác phẩm còn có sự tham gia của Trung Dân trong vai Ba Sang, một chủ tiệm cầm đồ; và Faugere Guillarme vào vai tướng Durie, chỉ huy của chính quyền bảo hộ Pháp. Các diễn viên khác lần lượt xuất hiện trong phim gồm Mai Trần trong vai ông Sáu Ngù, Võ Hoàng Nhân trong vai ông Năm, Samuel An trong vai Bạch công tử, Hà Linh trong vai ông mập và Ba Tây trong vai chủ quán ăn.

## Sản xuất

### Phát triển và chọn diễn viên
Năm 2017, Nguyễn Quang Dũng mong muốn chuyển thể thành bản điện ảnh từ tiểu thuyết Đất rừng phương Nam và bản truyền hình năm 1997, anh từng cho biết sẽ không thực hiện tác phẩm này nếu như "không tìm được người đóng vai nhân vật An". Dũng còn tiết lộ do bộ phim mang "tinh thần màu cờ sắc áo" nên kịch bản phải mất năm năm để phát triển, bên cạnh đó tổ sản xuất còn phải hai lần mua bản quyền của cuốn tiểu thuyết để thực hiện tác phẩm. Nguyễn Vinh Sơn – người từng làm đạo diễn bản phim truyền hình năm 1997 – cho biết do hoàn cảnh thiếu thốn nên buộc phải bỏ bớt yếu tố "rừng" để giảm chi phí sản xuất.
Đầu năm 2022, đơn vị sản xuất đã kêu gọi tuyển diễn viên cho các vai như An, Cò, Xinh từ 10 – 12 tuổi. Diễn viên được tuyển chọn thông qua hai hình thức trực tuyến và trực tiếp, sau đó họ được chọn vai qua quá trình huấn luyện trực tuyến. Các ứng viên được học diễn xuất và huấn luyện thể lực để quay phân cảnh sông nước miền Tây. Trước khi khởi quay bộ phim, nhà sản xuất Nguyễn Trí Viễn cho biết tổ sản xuất đã có 11 tháng để tuyển chọn diễn viên vào vai với hơn 1000 hồ sơ đăng ký. Ngoài tổng cộng 41 diễn viên chính, phim còn có sự tham gia của 3672 diễn viên quần chúng.

### Quay phim

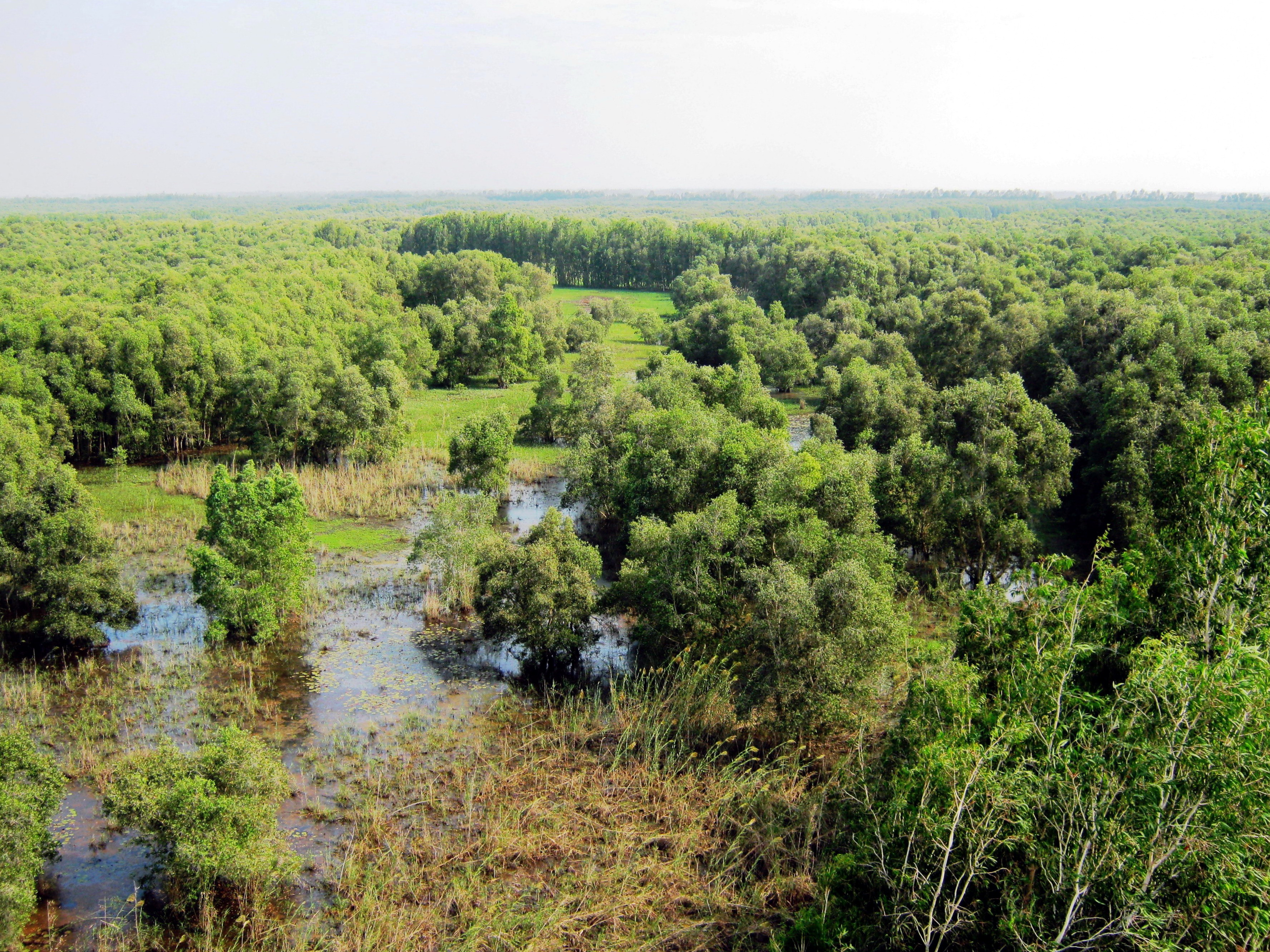
Rừng tràm Trà Sư (An Giang) là một trong các bối cảnh để quay phim.

Sau gần 2000 ngày chuẩn bị, đoàn phim đã bấm máy khởi quay bộ phim tại rừng tràm Trà Sư, An Giang vào ngày 18 tháng 12 năm 2022. Việc ghi hình được thực hiện tại thành phố Hồ Chí Minh, Đồng Nai và các tỉnh miền Tây gồm An Giang, Sóc Trăng và Đồng Tháp với kinh phí sản xuất lên đến 40 tỷ VND. Theo Trấn Thành, bộ phim có thể sẽ tốn kinh phí tới hàng trăm tỷ đồng nếu "không có tình thương của mọi người".
Đội ngũ thiết kế và sản xuất đã dành một tháng rưỡi để xây dựng đại cảnh chợ nổi, dựng mới 70% rồi lại phủ lên một lớp màu thời gian do không có đủ thời gian và điều kiện để dựng toàn bộ phim trường. Nhiều nội thất và phụ kiện được sưu tầm để đảm bảo tính lịch sử. Bối cảnh Sài Gòn thập niên 1920 đã được phục dựng chi tiết ở thị xã Tân Châu, An Giang. Có tổng cộng 45 bối cảnh trải dài trên các tỉnh miền Tây được ghi hình một cách chặt chẽ.
Để khắc họa cuộc sống của những người dân trên chợ nổi, đoàn phim đã phải huy động hơn 400 diễn viên quần chúng tham gia và đồng thời may mới từ 500 đến 800 bộ trang phục. Ngoài ra, có hơn 50 chiếc thuyền gỗ đã được xây dựng tại nhà xưởng ở Đồng Tháp để sử dụng cho phân cảnh này do nhiều người dân hiện nay đều sử dụng thuyền nhựa. Theo thống kê từ đơn vị sản xuất, có 6000 đạo cụ được chuẩn bị sẵn để thực hiện một số cảnh quay nổi bật của bộ phim. Hơn nữa, 110 xe cộ và ghe xuồng cũng được chế tạo, làm mới và sửa chữa để "tạo nên một bối cảnh chân thực và hoàn chỉnh nhất". Trong lúc ghi hình, Mai Tài Phến đã bị đầu súng đập thẳng vào mặt do bị hạn chế tầm nhìn bởi khói.
Sau 2 tháng 48 ngày khởi quay không liên tục, đoàn phim đóng máy việc ghi hình vào ngày 11 tháng 3 năm 2023. Do số lượng nhân sự quá đông cũng như việc sắp đặt bối cảnh cần nhiều công sức, thời gian và cả tiền bạc, vì thế đoàn phim quyết định phải làm cho xong toàn bộ cảnh quay trên một địa điểm rồi sau đó lên đường di chuyển đến nơi tiếp theo để quay các cảnh khác, bởi việc xáo trộn một bối cảnh đã quay xong khiến "các bối cảnh khác cũng sẽ bị thay đổi theo".

### Nhạc phim
Ngày 9 tháng 10 năm 2023, ca khúc "Bài ca đất phương Nam" do nhạc sĩ Lư Nhất Vũ soạn nhạc và Lê Giang viết lời – từng là ca khúc chủ đề cho bộ phim truyền hình Đất phương Nam – được chọn là ca khúc chính thức cho bộ phim. Do Trọng Phúc thể hiện với bản phối được cho là "hào hùng, mới lạ" của Đức Trí, ca khúc được phát hành vào ngày 10 tháng 10 cùng năm với sự tham gia hòa giọng của hơn 300 thành viên của ca đoàn và diễn viên trong phim.

## Phát hành

### Quảng bá

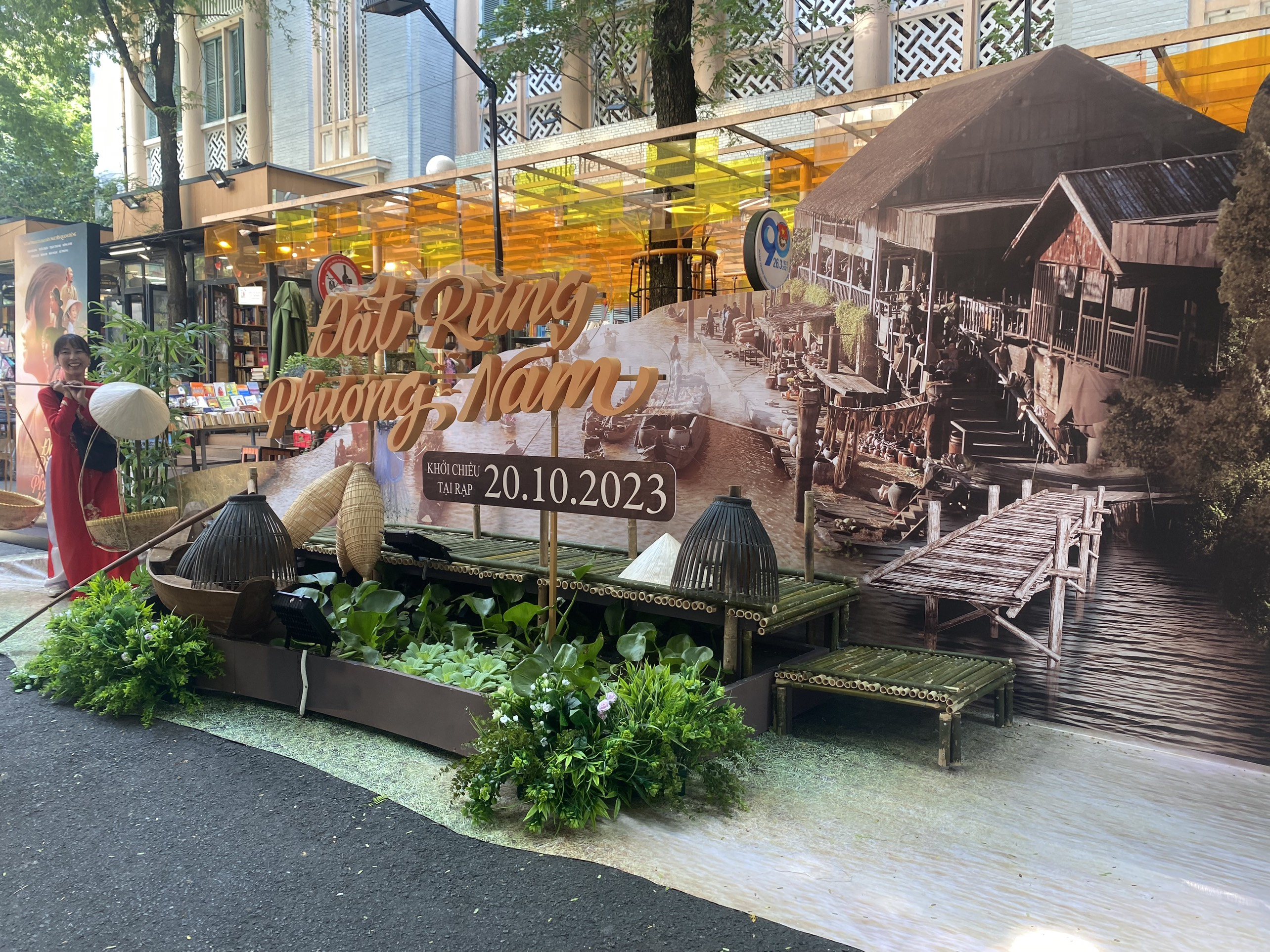
Bối cảnh Đất rừng phương Nam tại đường sách Nguyễn Văn Bình ở thành phố Hồ Chí Minh vào năm 2023.

Ngày 10 tháng 8 năm 2023, những thước phim đầu tiên cho bộ phim đã bắt đầu được công bố, với việc mô tả khái quát về chiến tranh Đông Dương trong hành trình tìm cha của An. Vào tối ngày 22 tháng 9 cùng năm, trailer chính thức cho bộ phim được phát hành, với sự xuất hiện của một câu hát nổi tiếng trong ca khúc "Bài ca đất phương Nam". Trước khi khởi chiếu, đoàn phim đã có buổi giao lưu tại ba trường đại học ở thành phố Hồ Chí Minh gồm Đại học Hoa Sen, Đại học Mở Thành phố Hồ Chí Minh và ký túc xá khu B thuộc Đại học Quốc gia Thành phố Hồ Chí Minh. Các buổi giao lưu bao gồm việc trao học bổng đến các sinh viên với sự xuất hiện của Phương Mỹ Chi. Nhiều tuyến đường tại thành phố Hồ Chí Minh cũng xuất hiện nhiều áp phích khổng lồ của bộ phim.
Buổi họp báo của bộ phim được diễn ra vào ngày 20 tháng 9 năm 2023 với sự tham gia của các diễn viên chính trong phim, đoàn phim và những nghệ sĩ khách mời. Theo Trấn Thành, bộ phim cần phải đạt hơn 100 tỷ VND để hòa vốn.

### Công chiếu
Bộ phim có những suất chiếu sớm từ lúc 19 giờ ngày 13 tháng 10 đến hết ngày 15 tháng 10 năm 2023 với phân loại K – trẻ em dưới 13 tuổi phải đi cùng người giám hộ. Ngày 11 tháng 10, buổi ra mắt phim đầu tiên được diễn ra tại thành phố Hồ Chí Minh với sự tham gia của nhiều diễn viên trong phim cũng như các diễn viên từng tham gia dự án truyền hình Đất phương Nam. Tổng cộng đã có gần 30 diễn viên cùng với các khách mời tham dự họp báo ra mắt phim. Tác phẩm sau đó được Galaxy Studio khởi chiếu chính thức trên toàn quốc vào ngày 16 tháng 10 năm 2023 thay vì ngày 20 tháng 10 như dự kiến. Trong thời gian khởi chiếu sớm, do bị vướng vào nhiều tranh cãi liên quan đến vấn đề Thiên Địa hội và Nghĩa Hòa đoàn nên một phiên bản chỉnh sửa của bộ phim  đã được phát hành thay thế từ lúc 18 giờ ngày 16 tháng 10.
Ngày 8 tháng 11 năm 2023, bộ phim chính thức có buổi công chiếu tại Úc. Đến ngày 23 tháng 11 cùng năm, tác phẩm có buổi công chiếu tại Mỹ.

## Đón nhận

### Doanh thu
Mặc dù chưa khởi chiếu nhưng theo Box Office Việt Nam, bộ phim đã thu về hơn 2,3 tỷ VND tính đến 10 giờ ngày 12 tháng 10 năm 2023, mặc dù đến 19 giờ ngày 13 tháng 10 thì phim mới có những suất chiếu đặc biệt đầu tiên. Đây được xem là một trong những doanh thu khởi đầu tốt trong bối cảnh ảm đạm của thị trường điện ảnh Việt Nam lúc bấy giờ. Chỉ từ 19 giờ ngày 13 tháng 10 đến hết ngày đã có hơn 1.600 suất chiếu được phân bổ trên khắp lãnh thổ Việt Nam. Chưa đầy một ngày chiếu sớm, bộ phim đã cán mốc hơn 20 tỷ VND. Trong tuần chiếu sớm, bộ phim đã đứng đầu doanh thu phòng vé Việt Nam. Đến ngày 17 tháng 10, bộ phim đã cán mốc 50 tỷ VND. So với Bố già và Nhà bà Nữ do Trấn Thành làm đạo diễn, Đất rừng phương Nam có doanh thu thấp hơn khi Bố già đạt 63 tỷ VND và Nhà bà Nữ đạt 100 tỷ VND chỉ trong 3 ngày công chiếu, còn tác phẩm phải mất gần một tuần để đạt hơn 60 tỷ VND.
Sau khi kết thúc buổi công chiếu tại các rạp, bộ phim đã thu về 140,4 tỷ VND, qua đó vượt mốc 100 tỷ VND để lọt vào danh sách những bộ phim có doanh thu cao nhất Việt Nam trong năm 2023, bên cạnh các tác phẩm Nhà bà Nữ, Lật mặt 6: Tấm vé định mệnh, Siêu lừa gặp siêu lầy, Chị chị em em 2 và Người vợ cuối cùng. Đây cũng là lần đầu tiên trên thống kê của Box Office Việt Nam mà sáu bộ phim đứng đầu doanh thu của năm đều là phim nội địa.

### Đánh giá
—Lê Hồng Lâm, nhà báo kiêm nhà phê bình điện ảnh
Trong buổi họp báo phim vào ngày 11 tháng 10 năm 2023, diễn viên Mạc Can có những lời chia sẻ về mức độ công phu của bộ phim, riêng diễn viên Cát Phượng lại cho rằng tác phẩm đã thành công trong việc dựng lại những phân cảnh chiến đấu vì đất nước cũng như chủ nghĩa anh hùng của dân tộc Việt Nam. Nhà làm phim Phan Gia Nhật Linh có nhận xét rằng anh đã xúc động nhiều lần khi theo dõi câu chuyện và anh cực kỳ ấn tượng với vai diễn của Trấn Thành và Tiến Luật vì "khiến [Linh] lâng lâng cảm xúc về lòng yêu nước", còn nhà làm phim Charlie Nguyễn đã bày tỏ sự "nghẹn ngào, nức nở" và bày tỏ lòng thương với người dân miền Tây trong thời kỳ loạn lạc cũng như gửi lời cảm ơn đến đoàn làm phim vì một tác phẩm nhiều cảm xúc.
Nhìn chung, giới chuyên môn đều dành những lời khen ngợi cho bản điện ảnh. Nhà báo Mai Nhật của tờ VnExpress đã chấm cho tác phẩm với số điểm 7,7/10, theo đó ca ngợi bộ phim sở hữu kịch bản như "bản anh hùng ca" về người dân trong giai đoạn chiến tranh. Nhà báo cũng ca ngợi các phân cảnh hành động mãn nhãn dù không mang quá nhiều màu sắc thực tế. Nhà phê bình phim Lê Hồng Lâm có đưa ra nhận xét về "độ hùng tráng" mà phim mang lại cho người hâm mộ. Ngoài ra, phim còn được cho là đã thành công "khơi gợi được nhiều cảm xúc về dân tộc, về chất hào sảng của người phương Nam". Trước khi khởi chiếu, tờ báo điện tử của VTV cũng đã gọi phiên bản điện ảnh như "việc soi chiếu cho sự phát triển của điện ảnh nước nhà". Trên tờ Phụ nữ Việt Nam, Đất rừng phương Nam được nhà báo Đào Anh Tú ca ngợi thành công trong việc mô tả một Việt Nam "đẹp nên thơ" cũng như đưa ra đầy đủ các nét đặc trưng trong phong cảnh Nam Bộ. Nhà báo cũng trích dẫn ra Tuấn Trần, Băng Di và Hạo Khang là ba diễn viên tỏa sáng nhất bộ phim, dù rằng tác phẩm chưa thực hiện được mong muốn lấy được nước mắt của khán giả. Nhà báo Hoài Nam của tờ Người đưa tin đã so sánh bộ phim như một "nồi lẩu điện ảnh" khi cho rằng tác phẩm có đủ nguyên liệu để tạo nên những cung bậc cảm xúc khác nhau cho khán giả xem phim.
Bên cạnh những lời khen ngợi, tác phẩm còn có những hạn chế khiến một số nhà phê bình phim chưa hài lòng. Tác giả Hà Thanh Vân chia sẻ trên báo Giao thông rằng khi đẩy bối cảnh về trước năm 1945 thì "chỉ nên đề cập đến Thiên Địa hội thay vì đưa thêm những nhân vật cách mạng như ba của bé An vào tình tiết phim. Bé An xuất hiện trong phim như sợi dây liên kết giữa tổ chức Thiên Địa hội và phe cách mạng". Tuy nhiên, tác giả cũng cho rằng phim vẫn thành công trong một "chừng mực nào đó" chứ không phải là quá tệ. Trên tờ VnExpress, nhà báo Mai Nhật đã chỉ ra những hạn chế về lời thoại và sự thiếu chuyên nghiệp trong khâu kỹ xảo.

## Tranh cãi

### Bối cảnh, hình ảnh và tạo hình diễn viên
Theo báo Người lao động, nhiều khán giả đã cho rằng các khung cảnh chợ nổi trong phim quá long lanh và đẹp mắt nên không đúng với miền Tây những năm chiến tranh. Nhiều người cũng đã so sánh bộ phim nhìn giống với cổ trang Trung Quốc hoặc chợ nổi Thái Lan thay vì là miền Tây Việt Nam. Ngoài ra, trên Tuổi trẻ và VnExpress có trích dẫn những bình luận cho rằng màu phim quá hiện đại, mang sắc thái tươi tắn và thậm chí còn không bằng tác phẩm Dòng máu anh hùng. Không chỉ vậy, khi video giới thiệu đầu tiên của bộ phim được phát hành, nhiều ý kiến trái chiều cũng được đưa ra khi cho rằng đã quá chú trọng và hình ảnh của Út Lục Lâm khi đây chỉ là một nhân vật phụ đi qua hành trình của An – một nhân vật cùng với Cò trở thành biểu tượng của nguyên tác. Việc các nhân vật trong phim mặc trang phục quá sạch sẽ, sang trọng cũng bị đánh giá là một khuyết điểm. Tuy nhiên, theo Nguyễn Phong Việt, bộ phim trước mắt đã giới thiệu đến nét đẹp của miền Tây với những thứ mà chúng ta không có ở cuộc sống hiện đại.
Sau khi trailer chính thức của bộ phim được phát hành, tạo hình của Trấn Thành trong vai bác Ba Phi đã gây ra nhiều tranh cãi khi bộ râu của nhân vật được cho là "giả tạo". Ngoài ra, độ tuổi của nam diễn viên cũng còn khá trẻ để vào vai nhân vật. Sau khi bị chỉ trích, Trấn Thành cho biết anh tin vào phiên bản "hoàn toàn mới, sẽ không chỉ bước ra, kể chuyện vui, nói dóc như bản cũ, mà còn có nhiều vai trò hơn". Không chỉ Trấn Thành, tạo hình của Mai Tài Phến vào vai Võ Tòng cũng đã gây ra nhiều tranh cãi khi nhìn giống như người tiền sử. Ngoài ra, việc Trấn Thành thường xuyên xuất hiện ở bên giữa áp phích quảng bá cũng tạo nên những làn sóng tranh cãi không hề nhỏ. Trang phục của các diễn viên trong phim dấy lên tranh cãi với trang phục truyền thống của người Hoa với những chiếc áo có chứa nút "bàn khấu", nhất là áo dài của Trấn Thành trong video ca nhạc "Bài ca đất phương Nam" – ca khúc chính trong phim.

### Liên quan đến Thiên Địa hội và Nghĩa Hòa đoàn
Sau khi phim được khởi chiếu chính thức, nhiều người đã cho rằng bộ phim xuyên tạc lịch sử khi đề cao vai trò của hai tổ chức Thiên Địa hội và Nghĩa Hòa đoàn trong các phong trào cách mạng ở miền Nam Việt Nam. Đồng thời, trang phục của người Hoa cũng xuất hiện nhiều trong bộ phim. Tuy nhiên, tương tự ở bản truyền hình phim lấy bối cảnh giai đoạn 1920 – 1930 thay vì ở nguyên tác là năm 1945 còn Việt Minh ra đời vào những năm 1941. Nhà thơ, nhà phê bình phim Nguyễn Phong Việt cho rằng, đây chỉ là "một bộ phim giải trí, không phải là phim lịch sử, việc [đoàn phim] hư cấu để tạo ra kịch tính cho câu chuyện là có thể hiểu được". Ngoài ra, ông Việt còn cho rằng, hiện nay vẫn không xác định được quy chuẩn về trang phục ở mỗi thời kỳ nên không thể mang đó mà soi chiếu với phục trang của các nhân vật trong phim. Viết trên báo Công luận, tác giả Vân Anh cho biết việc Thiên Địa hội có một số nhóm kháng Pháp là "đúng sự thật", song "chưa chính xác" về mặt lịch sử. Trên tờ Người đưa tin, nhà báo Hoài Nam đã cho rằng bộ phim chỉ đang mượn tên tác phẩm và một vài nhân vật để kể một câu chuyện khác trong bối cảnh được dịch chuyển khoảng 20 năm về trước so với tiểu thuyết của nhà văn Đoàn Giỏi nhưng ông không cho rằng tác phẩm đã "xuyên tạc lịch sử". Nhà báo Văn Đoàn trên tờ Công an nhân dân đã nhắc đến sự cố đáng tiếc này khi chỉ ra đoàn phim đã sử dụng lại hình ảnh Nghĩa Hòa đoàn đã sai lệch của Đất phương Nam năm 1997. Chính vì điều này, Trần Khánh Hoàng mới nhắc lại vai trò của Nghĩa Hòa đoàn trong bản điện ảnh năm 2023.
Đến ngày 15 tháng 10, Cục trưởng Cục điện ảnh Việt Nam Vi Kiến Thành cho rằng đây là một tác phẩm với "nhân vật hư cấu và không chính xác thời điểm diễn ra câu chuyện", nên tác phẩm không đề cao hay ca ngợi một hội nhóm nào, mà chỉ ca ngợi "lòng yêu nước chống lại ngoại xâm của người dân Nam Bộ trong thời kỳ đó, bao gồm cả người Việt, người Hoa và người Khmer". Cũng theo Hội đồng duyệt phim, Nghĩa Hòa đoàn hay Thiên Địa hội cũng là những hội nhóm của các người dân lao động ở phía Nam và không liên quan đến các phong trào cùng tên ở Trung Quốc. Các tên gọi này ban đầu được người dân yêu nước mượn để hoạt động độc lập ở Nam Kỳ. Tổ sản xuất của bộ phim cũng đã đề xuất chỉnh sửa loại bỏ tên và lời thoại "Thiên Địa hội" cũng như "Nghĩa Hòa đoàn" lần lượt thành "Chính Nghĩa hội" và "Nam Hòa đoàn". Việc thay đổi này được cho là để người xem không liên tưởng và nhầm lẫn đến các tổ chức nước ngoài. Ngoài ra, dòng chữ "Bộ phim lấy cảm hứng từ tiểu thuyết Đất rừng phương Nam của nhà văn Đoàn Giỏi" cũng đã được đẩy lên ở phần đầu của bộ phim. Đến 18 giờ ngày 16 tháng 10, bản phim chỉnh sửa được thay thế tại rạp.
Trong phiên họp Báo cáo Kinh tế – Xã hội của Quốc hội Việt Nam, ông Bùi Hoài Sơn – Ủy viên Thường trực Ủy ban Văn hoá – Giáo dục của Quốc hội cho rằng Đất rừng phương Nam không chỉ là một bộ phim mà là quan điểm về phim lịch sử, sáng tạo nghệ thuật và cách phát triển cho nghệ thuật Việt Nam. Ông Sơn nói thêm về việc bản thân mong khán giả ủng hộ bộ phim và sau đó là tiếp động lực cho nghệ sĩ để phát triển văn hóa Việt Nam như Nghị quyết số 23 của Đảng Cộng sản Việt Nam đề ra.

### Đưa vào chương trình giảng dạy trong các cơ sở giáo dục
Sau khi bộ phim được khởi chiếu vài ngày, khoa Truyền thông và Thiết kế của Trường Đại học Công nghệ Thành phố Hồ Chí Minh đã tổ chức chương trình yêu cầu sinh viên ngành Truyền thông đa phương tiện đi xem Đất rừng phương Nam với khoảng 1000 vé xem phim trong học phần "Cảm thụ điện ảnh" của khoa này. Trước đó, làn sóng tranh cãi đã nổ ra khi có thông tin cho rằng Ban giám hiệu trường yêu cầu sinh viên phải đi xem phim nếu không thì sẽ bị trừ vào điểm rèn luyện và đi xem sẽ được cộng điểm rèn luyện. Theo xác nhận của ông Nguyễn Quốc Anh – Phó Hiệu trưởng của trường, đây chỉ là "định hướng đào tạo mang tính ứng dụng" với những "chương trình trải nghiệm thực tế". Việc sinh viên đi xem hay không cũng sẽ không bị trừ hay được cộng điểm rèn luyện.
Tương tự, vào ngày 16 tháng 10, trên mạng xã hội Việt Nam đã có thông tin chia sẻ về trường Trung học cơ sở Đồng Khởi ở quận 1, Thành phố Hồ Chí Minh tổ chức cho học sinh khối 8 và 9 đi xem phim. Theo tiết lộ, hoạt động này nằm trong "hoạt động trải nghiệm" của học sinh với chủ đề "Vẻ đẹp quê hương – Cuộc sống muôn màu". Trong thông tin đăng tải, phụ huynh cũng được yêu cầu là "tự nguyện". Theo phía nhà trường chia sẻ, mỗi phụ huynh sẽ chi trả cho hoạt động trải nghiệm với giá 80 nghìn VND bao gồm chi phí xem phim và tiền xe lượt về. Cuối cùng, nhà trường quyết định ngưng hoạt động trải nghiệm và thu hồi thư ngỏ vào chiều cùng ngày.

### Tranh cãi tại phiên chất vấn Quốc hội
Ngày 7 tháng 11 năm 2023, Tô Thị Bích Châu – Đại biểu Quốc hội thuộc Đoàn Đại biểu Thành phố Hồ Chí Minh đã chất vấn Bộ trưởng Bộ Văn hóa, Thể Thao và Du Lịch về việc bộ phim bị dư luận "dập cho tơi bời, ai là người bảo vệ họ, cách bảo vệ như thế nào hay là phải chờ họ khiếu nại, kiến nghị, làm đơn". Trả lời vấn đề này, Bộ trưởng Bộ Văn hóa, Thể thao và Du lịch Nguyễn Văn Hùng khẳng định theo Hội đồng thẩm định, phim không vi phạm luật điện ảnh Việt Nam và cho rằng, "Chuyện dư luận cho rằng có biểu hiện này hay biểu hiện khác thì đó là những dư luận chưa thật sự chuẩn xác và cũng cần được xem xét tính toán để xử lý theo quy định nếu như có vấn đề xúc phạm, bôi xấu bộ phim".
Đến phiên thảo luận sáng ngày 8 tháng 11 đối với lĩnh vực văn hóa – xã hội, đại biểu Trịnh Xuân An – Ủy viên chuyên trách Ủy ban Quốc phòng và An ninh của Quốc hội đặt vấn đề, nhắc lại câu trả lời của Bộ trưởng Hùng chiều ngày 7 tháng 11. Theo ông An, trách nhiệm của cơ quan quản lý là "cần làm rõ đâu là sai trái, đâu là những nét đẹp cần tôn vinh, cần thiết phải lắng nghe dư luận. Tuy nhiên, ông An cũng đánh giá ý kiến của bộ trưởng về dư luận xã hội là chưa thỏa đáng và cần phải nhìn nhận lại. Dư luận thì có đúng sai, có tốt xấu, không phải ý kiến nào được nêu ra cũng là để "đánh cho ai đó chết" mà là góp ý, nêu quan điểm làm cho mọi thứ rõ ràng, tốt đẹp hơn". Cơ quan liên quan cần phải lắng nghe, theo dõi dư luận trong công tác quản lý, có những điều chỉnh cần thiết bởi mọi thứ đều có lý, "không có lửa thì làm sao có khói", tránh việc bỏ qua hoặc coi thường dư luận, để mọi việc đi quá xa, thành vấn đề "nóng" rồi mới có động thái là không ổn. Ông An cho rằng, bộ phim được hội đồng kiểm duyệt cho biết ngày 29 tháng 9 các chi tiết đều đúng, tới ngày 15 tháng 10 lại đề nghị sửa "sau khi lắng nghe dư luận", nên ông thấy như vậy chất lượng kiểm định và trách nhiệm của Cục Điện ảnh là chưa cao. Theo đó, ông cho biết những nội dung "nếu đã coi là sai sót thì phải sửa, thậm chí cắt bỏ, chứ không thể đổi tên là xong. Nói sửa tên để tránh gây liên tưởng chỉ thuyết phục được một nửa, một nửa còn lại là bản chất lịch sử là phải chân thực, vì đó là chuyện của cả một dân tộc và là trách nhiệm giáo dục truyền thống, không thể xem nhẹ".
Cùng phiên thảo luận ngày 8 tháng 11, ông Nguyễn Văn Hùng trả lời câu hỏi của đại biểu An đã trích dẫn vấn đề quy định thẩm định và phân loại phim, cụ thể là điểm b, điểm đ, Khoản 2, Điều 18 Luật Điện ảnh. Theo đó bộ phim không vi phạm pháp luật nên được cấp phép để phổ biến. Ông thừa nhận có nói "nếu có các biểu hiện bôi nhọ và bêu xấu thì phải được nghiêm túc xử lý". Bộ trưởng nhấn mạnh từ "nếu có" và cho hay, đã có Luật An ninh mạng, có quy tắc ứng xử trên không gian mạng. Ngoài ra, ông cho biết do có thể ông nói giọng miền Trung khiến các đại biểu khó nghe nên ông sẵn sàng đối chứng lại với ghi âm trước đó.

### Tranh cãi khác
Ngày 18 tháng 10 năm 2023, trên mạng xã hội lan truyền thông tin cho rằng Ban Tuyên giáo Trung ương yêu cầu đơn vị sản xuất chỉnh sửa và dời thời gian khởi chiếu do những yếu tố liên quan đến lịch sử. Đến chiều cùng ngày, Ban Tuyên giáo Trung ương lên tiếng xác thực "chưa có văn bản nào gửi Bộ Văn hóa, Thể thao và Du lịch về việc yêu cầu chỉnh sửa hay tạm đình chỉ phát hành phim Đất rừng phương Nam". Ngay sau đó, Cục trưởng Cục Điện ảnh Vi Kiến Thành cũng xác thực việc không yêu cầu duyệt lại phim vì bản sửa lỗi đã hoàn tất vào lúc 18 giờ ngày 16 tháng 10. Nhiều thông tin được cho là "tin giả, sai sự thật" về bộ phim đã bị lan truyền rộng rãi trên mạng xã hội.
Đến ngày 19 tháng 10 cùng năm, trên mạng xã hội lại xuất hiện thông tin cho rằng Đất rừng phương Nam là một bộ phim do Nhà nước đặt hàng khi HK Film xin phép ghi hình ở Đồng Tháp. Theo giải thích của phía Cục Điện ảnh, HK Film có liên hệ Cục Điện ảnh và yêu cầu đơn vị này đầu tư dự án Đất rừng phương Nam theo kiểu phim điện ảnh do Nhà nước đặt hàng vào năm 2018. Tuy nhiên, đến năm 2022, do nguồn kinh phí không đủ để phê duyệt và cùng với những lý do khác nhau nên dự án phim không nằm trong danh sách đặt hàng của Nhà nước.

## Phần tiếp theo
Trong buổi họp báo ra mắt phim, Nguyễn Quang Dũng có chia sẻ về việc tác phẩm Đất rừng phương Nam sẽ không thể nào đưa hết bản truyền hình vào để khai thác. Còn Trấn Thành cho biết thêm về việc có khả năng bộ phim sẽ có thêm phần thứ hai. Đến ngày 17 tháng 10, đơn vị sản xuất bộ phim xác nhận thông tin về việc chỉnh sửa một vài chi tiết trong phim, trong đó bao gồm câu "Hành trình vẫn còn phía trước" ở cuối bộ phim thành "Hết phần 1 – Hành trình vẫn còn phía trước". Việc thay đổi này được phía nhà sản xuất cho rằng để khẳng định về việc sẽ có phần thứ hai của dự án.